# Gaetano Di Bartolo Milana
Gaetano Di Bartolo Milana (Terranova di Sicilia, 6 aprile 1902 – Gela, 15 dicembre 1984) è stato un anarchico e antifascista italiano.
(Gaetano Di Bartolo Milana)

## Biografia
Crebbe in un ambiente umile, il padre Carlo svolgeva l'attività di orologiaio mentre la madre Carmela Milano (da cui la forma storpiata nel cognome) era sarta. Fu primogenito di tre figli. Dopo il conseguimento della licenza ginnasiale, s'iscrisse al primo liceo, ma le autorità scolastiche rifiutarono l'iscrizione per le sue convinzioni politiche. Di carattere mite e dalla personalità risoluta, Di Bartolo Milana, proprio in questi anni, scopre tutta la ricchezza e la nobile profondità del pensiero anarchico attraverso la letteratura libertaria. La sua cultura politica e umanista fu vastissima. 

### Attività politica e giornalistica
L'adesione all'anarchismo avvenne durante il "Biennio Rosso", attraverso la testimonianza diretta della sommossa dei contadini di Terranova, che si concluse il 10 ottobre del 1919 davanti all'ingresso del municipio col tragico epilogo di due manifestanti uccisi dai militi e diversi feriti. Questa sua scelta politica fu dovuta anche dall'influenza indiretta del terranovese rivoluzionario, poeta e scrittore Mario Aldisio Sammito (1835-1902), amico di Bakunin, Mazzini, Garibaldi e soprattutto del figlio Menotti Garibaldi.
Dal 1920, il Di Bartolo Milana iniziava la sua attività di pubblicista, e cominciava a tenere contatti a Catania con Maria Giudice, a Vittoria con Giorgio Nabita, a Palermo con il "vecchio anarchico" Paolo Schicchi, dove era sostenitore del suo Vespro Anarchico; diventa corrispondente di Umanità Nova, che riceveva dal redattore Carlo Frigerio, inviava articoli alla direzione dell’Avanti! e al Martello diretto da Carlo Tresca, edito a New York. Nel 1921 dava adesione al terzo congresso dell'Unione Anarchica Italiana svoltosi ad Ancona. In questo periodo, nella sua città, costituisce il Gruppo Pietro Gori. A diciannove anni era perfettamente inserito nei canali dell'anarchismo italiano.
Il 1922 si apre con il trafiletto del Vespro che annunciava l'imminente pubblicazione del giornale La Fiaccola Anarchica, diretto da Di Bartolo Milana, cosa che avvenne il 3 giugno. Con il sequestro del materiale, la Fiaccola uscì in numero unico. Nel 1922, fonda il Partito Anarchico Italiano, ma l'esperienza finirà presto con la polemica di Errico Malatesta, che sulle pagine di Umanità Nova attaccava il Partito sia dal punto di vista terminologico che storico.
Fondatore degli Arditi del popolo di Terranova, nel 1923, l'anarchico terranovese veniva schedato nel casellario politico come fanatico dalle idee sovversive. Iniziavano i primi arresti precauzionali, i primi viaggi punitivi da Terranova a Torino con ritorno immediato, i primi pedinamenti. La sua attività sarà antifascista e clandestina. Con lo pseudonimo di Nunzio Tempesta firmerà i suoi articoli al Risveglio di Ginevra e all’Adunata dei Refrattari di New York. La procedura di consegna avveniva attraverso il piccolo nipote Sebastiano Barone, il quale, nascondendo gli articoli negli indumenti, andava al porto ad affidarli ad un marinaio di fiducia dello zio. I documenti arrivavano in Marocco e soprattutto in Tunisia, dove vi erano colonie di anarchici fuorusciti che poi li spedivano in Europa e negli Stati Uniti. Cosciente dei rischi, l'arresto avvenne per colpa del tradimento del comunista gelese Capici, spia della locale polizia. Con l'intercettazione di una lettera spedita da Gela e diretta a Ginevra a Carlo Frigerio, noto anarchico italiano, Gaetano Di Bartolo Milana veniva arrestato e condannato, nel 1934, a cinque anni di confino di polizia, prima all'isola di Ponza e poi nelle Tremiti.
Qui legherà fraterna amicizia con Failla, Fedeli, Schicchi, Emanuele Macaluso, Pietro Secchia, Umberto Terracini, Mauro Scoccimarro, Giorgio Amendola, Girolamo Li Causi, Walter Audisio e il socialista Sandro Pertini. Fu una vera e propria fucina di pensiero antifascista. 

### Dopo il confino
Liberato per fine periodo nell'estate del 1940, ritornò, a Gela dove sposò la niscemese Rosa Internullo, dalla quale ebbe una figlia che morì prestissimo. Presidente del Comitato di Liberazione Nazionale, sezione di Gela, rifiutò, incoraggiato da Terracini, di far parte della Costituente, così come declinò la candidatura per il Senato offertagli da Pertini e personalmente da Saragat (1953). Segretario della lega contadina (1946), divenne consigliere comunale da indipendente per le file del Partito Socialista Italiano, nella quale sezione aveva promosso il Gruppo Libertario. La sua attività durò un anno solamente, ma tanto bastò per denunciare e far dimettere giunta e sindaco per aver scoperto che le tasse comunali arrivavano nelle case di tutti i gelesi, tranne nelle loro. 
Ateo e acerrimo nemico delle chiese, Di Bartolo Milana, che al confino imparò il mestiere dell'orologiaio, visse una vita piena di stenti e non ebbe mai nessuna prova di ravvedimento. 
Il pensiero politico di Di Bartolo Milana è sintetizzato dal filone dell'anarco-comunismo. Il problema politico dell'anarchismo risiedeva nel passaggio dall'idea all'azione che, a suo modo di vedere, affondava le sue radici nella gestione dell'organizzazione. Da qui la sua costante preoccupazione di costituire gruppi, circoli, e partiti extraparlamentari. 
In età matura, lo stato, ormai democratico e repubblicano, concedette la pensione di perseguitato politico solo dal 1969 in poi, dopo che più volte gli era stata negata perché anarchico.
Fedele al suo rigore morale, gli ultimi anni li visse frequentando la biblioteca comunale, nella quale leggeva, direttamente dalle loro lingue, i classici greci e latini. 
Con l'affetto della figlia "adottiva" Rita, prima di morire brucerà ogni lettera, ogni documento, qualsiasi lascito. Dopo aver espresso la sua volontà di non aprire la porta a nessun prete nel giorno della sua morte, si spense a Gela in una giornata di dicembre del 1984. 
Salvò solo una foto della sua bambina e una poesia a lei dedicata. Sono conservate nella giacca scura all'interno del feretro.